# Nepal op de Olympische Zomerspelen 1964
Nepal debuteerde op de Olympische Zomerspelen tijdens de Olympische Zomerspelen 1964 in Tokio, Japan. Het won tot op heden geen enkele medaille.

## Deelnemers en resultaten
(m) = mannen, (v) = vrouwen 

### Atletiek
| Olympiër            | Discipline   | Resultaat | Prestatie      |
| ------------------- | ------------ | --------- | -------------- |
| Bahadur Bhupendra   | marathon (m) | DNF       | niet gefinisht |
| Bahadur Thapa Ganga | marathon (m) | DNF       | niet gefinisht |

### Boksen
| Olympiër           | Discipline  | Resultaat | Prestatie                                                                                    |
| ------------------ | ----------- | --------- | -------------------------------------------------------------------------------------------- |
| Nam Sing Thapa     | -51kg (m)   | 9e        | 1ste ronde: vrij 2de ronde: V van USA Carmody: scheidsrechterlijke beslissing                |
| Thapa Bhim Bahadur | -57kg (m)   | 17e       | 1ste ronde: V van GER Schulz: 0-5                                                            |
| Gurung Ram Prasad  | -60kg (m)   | 17e       | 1ste ronde: V van HUN Kajdi: scheidsrechterlijke beslissing                                  |
| Pun Om Prasad      | -63,5kg (m) | 9e        | 1ste ronde: W van ETH Gebregiorgis: gediskwalificeerd 2de ronde: V van TUN Galgia: knock-out |

Afghanistan · Algerije · Argentinië · Australië · Bahama's · België · Bermuda · Birma · Bolivia · Brazilië · Brits-Guiana · Bulgarije · Cambodja · Canada · Ceylon · Chili · Colombia · Congo-Brazzaville · Costa Rica · Cuba · Denemarken · Dominicaanse Republiek · Duits eenheidsteam · Ethiopië · Filipijnen · Finland · Frankrijk · Ghana · Griekenland · Groot-Brittannië · Hongarije · Hongkong · Ierland · IJsland · India · Irak · Iran · Israël · Italië · Ivoorkust · Jamaica · Japan · Joegoslavië · Kameroen · Kenia · Libanon · Liberia · Libië · Liechtenstein · Luxemburg · Madagaskar · Maleisië · Mali · Marokko · Mexico · Monaco · Mongolië · Nederland · Nederlandse Antillen · Nepal · Nieuw-Zeeland · Niger · Nigeria · Noord-Rhodesië · Noorwegen · Oeganda · Oostenrijk · Pakistan · Panama · Peru · Polen · Portugal · Puerto Rico · Roemenië · Senegal · Sovjet-Unie · Spanje · Taiwan · Tanganyika · Thailand · Trinidad en Tobago · Tsjaad · Tsjecho-Slowakije · Tunesië · Turkije · Uruguay · Venezuela · Verenigde Arabische Republiek · Verenigde Staten · Vietnam · Zuid-Korea · Zuid-Rhodesië · Zweden · Zwitserland